# فلیپ جان استفان
فلیپ جان استفان دد (انگلیسی: Philip Dadd; ۱ ژانویهٔ ۱۸۸۰ – ۲ اوت ۱۹۱۶) هنرمند اهل بریتانیا بود.
او در یک خانواده اهل هنر به دنیا آمد و در مدرسه هنر انگلستان تحصیل کرد.
او در جبهه غربی فرانسه در ۲ اگوست سال ۱۹۱۶ در حین جنگ کشته شد و در گورستان Maroeuil دفن شد.